# Lista de representantes do Japão ao Oscar de melhor filme internacional

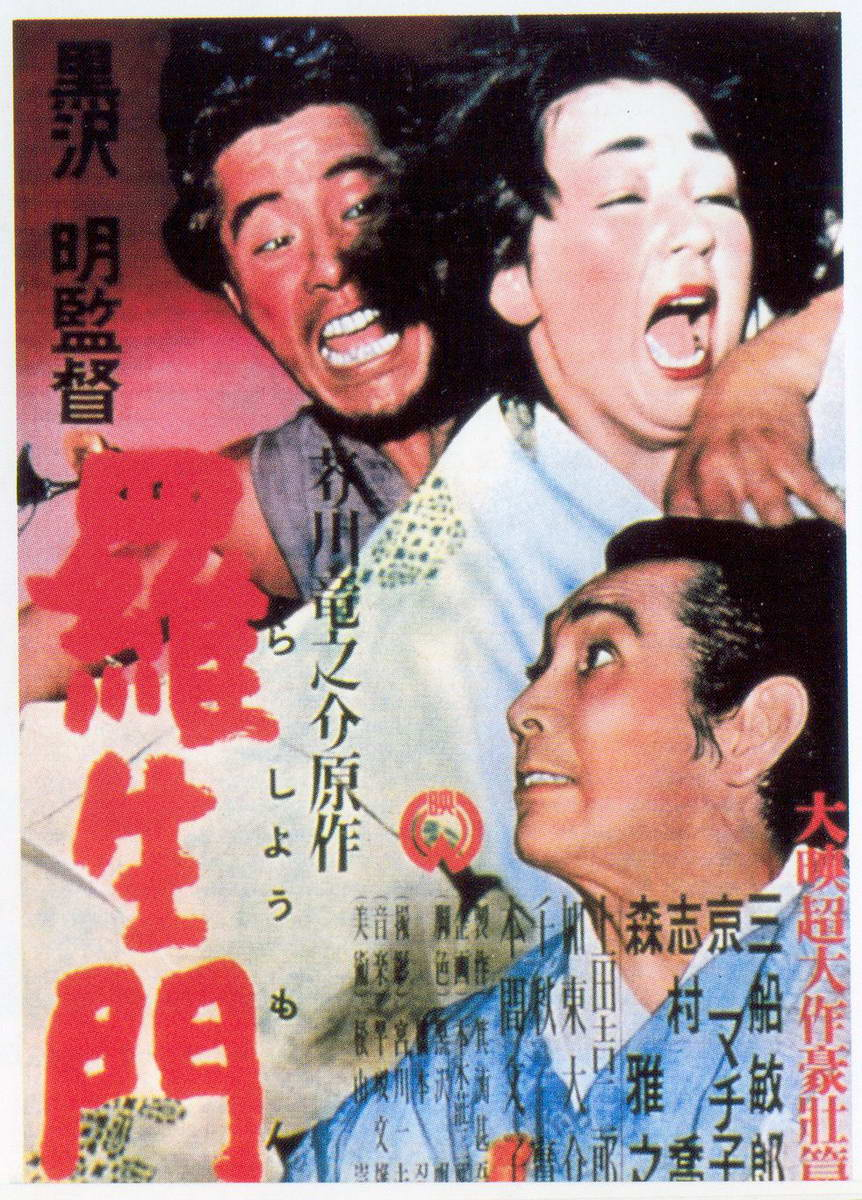
Cartaz de lançamento do longa-metragem Rashōmon, de Akira Kurosawa, foi eleito o melhor filme em língua estrangeira lançado no ano de 1951 nos Estados Unidos, e recebeu um Oscar Honorário.

A seguir, a lista de representantes do Japão ao Oscar de melhor filme internacional. O prêmio é entregue desde 1957 pela Academia de Artes e Ciências Cinematográficas (AMPAS) durante a cerimônia do Oscar. Todos os países (exceto os Estados Unidos, organizador do evento) são convidados a submeter um longa-metragem para tentar uma vaga entre os cinco indicados a melhor filme internacional (anteriormente conhecido como melhor filme estrangeiro). Para entrar na disputa, os filmes precisam passar pelos critérios de elegibilidade, que são não ter sido produzido majoritariamente nos Estados Unidos, ter sido exibido comercialmente em seu país de origem até 30 de setembro do ano anterior à cerimônia, não conter mais de 50% dos diálogos em inglês e ser escolhido como representante do país por uma organização, júri ou comitê composto por pessoas da indústria cinematográfica. Os filmes elegíveis são enviados para a apreciação dos membros da Academia que votam para formar uma lista de 9 a 15 pré-indicados, a depender da edição. Posteriormente é aberta uma segunda votação para definir os cinco indicados e, por fim, uma terceira votação define o filme vencedor.
Três filmes japoneses receberam o Oscar Honorário, sendo esse prêmio não competitivo, pois não havia indicados, mas simplesmente um vencedor a cada ano que era votado pelo Conselho da Academia. Até 2023, treze produções japonesas foram nomeadas ao Oscar de melhor filme estrangeiro, Okuribito foi o primeiro filme a ganhar o prêmio. O diretor Akira Kurosawa recebeu um Oscar Honorário por seu trabalho em Rashōmon e por Dersu Uzala (submetido pela ex-União Soviética). Notavelmente, o longa-metragem de Kurosawa, Ran, não foi indicado pela indústria cinematográfica japonesa para o Oscar de melhor filme internacional devido à má percepção que o mesmo tinha entre os cineastas nipônicos na época. Entre todos os países que submeteram filmes para o prêmio, o Japão ocupa o quinto lugar em indicados, atrás da Suécia (14) e à frente da ex-União Soviética (9).

## Representantes
A cada ano, vários países são convidados pela Academia de Artes e Ciências Cinematográficas a submeter o seu melhor longa-metragem ao Oscar de melhor filme internacional. O Comitê de Premiação de Filmes Estrangeiros supervisiona o processo e revisa todos os representantes. Em seguida, votam secretamente para determinar os cinco indicados a premiação. Antes da criação do prêmio, o Conselho da Academia votava anualmente numa película considerada a melhor produção em língua estrangeira lançada nos Estados Unidos, por tanto, não havia nenhuma submissão.
Abaixo segue uma lista de representantes japoneses para o Oscar de melhor filme internacional, todos os filmes submetidos estão em língua japonesa.
| Ano (Cerimônia)    | Filme                                                    | Diretor             | Resultado         |
| ------------------ | -------------------------------------------------------- | ------------------- | ----------------- |
| 1951 (24.ª edição) | Rashōmon (羅生門)                                        | Akira Kurosawa      | Oscar Honorário   |
| 1954 (27.ª edição) | Jigokumon (地獄門)                                       | Teinosuke Kinugasa  | Oscar Honorário   |
| 1955 (28.ª edição) | Miyamoto Musashi (宮本武蔵)                              | Hiroshi Inagaki     | Oscar Honorário   |
| 1956 (29.ª edição) | Biruma no Tategoto (ビルマの竪琴)                        | Kon Ichikawa        | Indicado          |
| 1957 (30.ª edição) | Arakure (あらくれ)                                       | Mikio Naruse        | Não Indicado      |
| 1958 (31.ª edição) | Narayama-bushi Kō (楢山節考)                             | Keisuke Kinoshita   | Não Indicado      |
| 1959 (32.ª edição) | Nobi (野火)                                              | Kon Ichikawa        | Não Indicado      |
| 1960 (33.ª edição) | Akibiyori (秋日和)                                       | Yasujirō Ozu        | Não Indicado      |
| 1961 (34.ª edição) | Eien no hito (永遠の人)                                  | Keisuke Kinoshita   | Indicado          |
| 1962 (35.ª edição) | Watashi wa nisai (私は二歳)                              | Kon Ichikawa        | Não Indicado      |
| 1963 (36.ª edição) | Koto (古都)                                              | Noboru Nakamura     | Indicado          |
| 1964 (37.ª edição) | Suna no Onna (砂の女)                                    | Hiroshi Teshigahara | Indicado          |
| 1965 (38.ª edição) | Kaidan (怪談)                                            | Masaki Kobayashi    | Indicado          |
| 1966 (39.ª edição) | Umi no Koto (湖の琴)                                     | Tomotaka Tasaka     | Não Indicado      |
| 1967 (40.ª edição) | Chieko-sho (智恵子抄)                                    | Noboru Nakamura     | Indicado          |
| 1968 (41.ª edição) | Kurobe no Taiyō (黒部の太陽)                             | Kei Kumai           | Não Indicado      |
| 1969 (42.ª edição) | Kamigami no Fukaki Yokubō (神々の深き欲望)               | Shōhei Imamura      | Não Indicado      |
| 1970 (43.ª edição) | Buraikan (無頼漢)                                        | Masahiro Shinoda    | Não Indicado      |
| 1971 (44.ª edição) | Dodesukaden (どですかでん)                               | Akira Kurosawa      | Indicado          |
| 1972 (45.ª edição) | Gunki hatameku moto ni (軍旗はためく下に,)               | Kinji Fukasaku      | Não Indicado      |
| 1973 (46.ª edição) | Kaigenrei (戒厳令)                                       | Yoshishige Yoshida  | Não Indicado      |
| 1974 (47.ª edição) | Kaseki (化石)                                            | Masaki Kobayashi    | Não Indicado      |
| 1975 (48.ª edição) | Sandakan hachibanshokan bohkyo (サンダカン八番娼館 望郷) | Kei Kumai           | Indicado          |
| 1977 (50.ª edição) | Hakkōda-san (八甲田山)                                   | Shiro Moritani      | Não Indicado      |
| 1978 (51.ª edição) | Ai no Bōrei (愛の亡霊)                                   | Nagisa Oshima       | Não Indicado      |
| 1979 (52.ª edição) | Gassan (月山)                                            | Tetsutaro Murano    | Não Indicado      |
| 1980 (53.ª edição) | Kagemusha (影武者)                                       | Akira Kurosawa      | Indicado          |
| 1981 (54.ª edição) | Doro no kawa (泥の河)                                    | Kōhei Oguri         | Indicado          |
| 1982 (55.ª edição) | Kiryūin hanako no shōgai (鬼龍院花子の生涯)              | Hideo Gosha         | Não Indicado      |
| 1983 (56.ª edição) | Nankyoku monogatari (南極物語)                           | Koreyoshi Kurahara  | Não Indicado      |
| 1984 (57.ª edição) | Setouchi Shōnen Yakyū-dan (瀬戸内少年野球団)             | Masahiro Shinoda    | Não Indicado      |
| 1985 (58.ª edição) | Hana ichimonme (花いちもんめ)                            | Shunya Ito          | Não Indicado      |
| 1986 (59.ª edição) | Kinema no Tenchi (キネマの天地)                          | Yoji Yamada         | Não Indicado      |
| 1987 (60.ª edição) | Zegen (女衒)                                             | Shōhei Imamura      | Não Indicado      |
| 1988 (61.ª edição) | Dauntaun Hiirōzu (ダウンタウン・ヒーローズ)              | Yoji Yamada         | Não Indicado      |
| 1989 (62.ª edição) | Rikyū (利休)                                             | Hiroshi Teshigahara | Não Indicado      |
| 1990 (63.ª edição) | Shi no Toge (死の棘)                                     | Kōhei Oguri         | Não Indicado      |
| 1991 (64.ª edição) | Hachigatsu no Kyōshikyoku (八月の狂詩曲)                 | Akira Kurosawa      | Não Indicado      |
| 1992 (65.ª edição) | Onna goroshi abura no jigoku (女殺油地獄)                | Hideo Gosha         | Não Indicado      |
| 1993 (66.ª edição) | Mādadayo (まあだだよ)                                    | Akira Kurosawa      | Não Indicado      |
| 1994 (67.ª edição) | Heisei Tanuki Gassen Ponpoko (平成狸合戦ぽんぽこ)        | Isao Takahata       | Não Indicado      |
| 1995 (68.ª edição) | Fukai kawa (深い河)                                      | Kei Kumai           | Não Indicado      |
| 1996 (69.ª edição) | Gakkō II (学校II)                                        | Yoji Yamada         | Não Indicado      |
| 1997 (70.ª edição) | Mononoke Hime (もののけ姫)                               | Hayao Miyazaki      | Não Indicado      |
| 1998 (71.ª edição) | Ai o Kou Hito (愛を乞う人)                               | Hideyuki Hirayama   | Não Indicado      |
| 1999 (72.ª edição) | Tetsudōin (鉄道員)                                       | Yasuo Furuhata      | Não Indicado      |
| 2000 (73.ª edição) | Ame agaru (雨あがる)                                     | Takashi Koizumi     | Não Indicado      |
| 2001 (74.ª edição) | Go                                                       | Isao Yukisada       | Não Indicado      |
| 2002 (75.ª edição) | Out                                                      | Hideyuki Hirayama   | Não Indicado      |
| 2003 (76.ª edição) | Tasogare Seibei (たそがれ清兵衛)                         | Yoji Yamada         | Indicado          |
| 2004 (77.ª edição) | Dare mo shiranai (誰も知らない)                          | Hirokazu Koreeda    | Não Indicado      |
| 2005 (78.ª edição) | Chi to hone (血と骨)                                     | Yoichi Sai          | Não Indicado      |
| 2006 (79.ª edição) | Fura gāru (フラガール)                                   | Lee Sang-il         | Não Indicado      |
| 2007 (80.ª edição) | Soredemo boku wa yatte nai (それでもボクはやってない)    | Masayuki Suo        | Não Indicado      |
| 2008 (81.ª edição) | Okuribito (おくりびと)                                   | Yōjirō Takita       | Vencedor do Oscar |
| 2009 (82.ª edição) | Dare mo Mamotte Kurenai (誰も守ってくれない)             | Ryoichi Kimizuka    | Não Indicado      |
| 2010 (83.ª edição) | Kokuhaku (告白)                                          | Tetsuya Nakashima   | Pré-Indicado      |
| 2011 (84.ª edição) | Ichimai no hagaki (一枚のハガキ)                         | Kaneto Shindō       | Não Indicado      |
| 2012 (85.ª edição) | Kazoku no kuni (かぞくのくに)                            | Yong-hi Yang        | Não Indicado      |
| 2013 (86.ª edição) | Fune o Amu (舟を編む)                                    | Yuya Ishii          | Não Indicado      |
| 2014 (87.ª edição) | Soko nomi nite hikari kagayaku (そこのみにて光輝く)      | Mipo O              | Não Indicado      |
| 2015 (88.ª edição) | Hyakuen no koi (百円の恋)                                | Masaharu Take       | Não Indicado      |
| 2016 (89.ª edição) | Haha to Kuraseba (母と暮せば)                            | Yoji Yamada         | Não Indicado      |
| 2017 (90.ª edição) | Yu o Wakasu Hodo no Atsui Ai (湯を沸かすほどの熱い愛)    | Ryōta Nakano        | Não Indicado      |
| 2018 (91.ª edição) | Manbiki Kazoku (万引き家族)                              | Hirokazu Kore-eda   | Indicado          |
| 2019 (92.ª edição) | Tenki no Ko (天気の子)                                   | Makoto Shinkai      | Não Indicado      |
| 2020 (93.ª edição) | Asa ga Kuru (朝が来る)                                   | Naomi Kawase        | Não Indicado      |
| 2021 (94.ª edição) | Doraibu mai kā (ドライブ・マイ・カー)                    | Ryūsuke Hamaguchi   | Vencedor do Oscar |
| 2022 (95.ª edição) | Plan 75 (プランななじゅうご)                             | Chie Hayakawa       | Não Indicado      |
| 2023 (96.ª edição) | Perfect Days                                             | Wim Wenders         | Indicado          |